# Longone Sabino
Longone Sabino är en ort och kommun i provinsen Rieti i regionen Lazio i Italien. Kommunen hade 554 invånare (2018).